# Lokomotiva Tomáš: Velký objev
Lokomotiva Tomáš: Velký objev je britský film z roku 2008. Režisérem filmu je duo Steve Asquith. Hlavní role ve filmu ztvárnili Pierce Brosnan.

## České znění
| Bohuslav Kalva |

Režie – Helena Dytrtová. České znění vyrobilo Barrandov Studio dabing pro Televizní studio Barrandov v roce 2009.